# Vysílač Široký vrch
Vysílač Široký vrch se nachází na stejnojmenném vrchu v nadmořské výšce 379 m n. m. Rozhlasovým vysíláním pokrývá Most.
Kromě rozhlasového vysílače a ostatních radioreléových spojů jsou zde umístěny i základnové stanice (BTS) mobilních operátorů O2 a T-Mobile.

## Vysílané stanice

### Rozhlas
Přehled rozhlasových stanic vysílaných z Širokého vrchu:
|    | Stanice    | Kmitočet  | Výkon (ERP) | Polarizace |
| -- | ---------- | --------- | ----------- | ---------- |
| FM | Radio Beat | 93 MHz    | 0,4 kW      | vertikální |
| FM | Rock Radio | 107,9 MHz | 0,5 kW      | vertikální |

## Ukončené vysílání

### Analogová televize
Vypínání analogového vysílání probíhalo 31. srpna 2010.
| Vypnuto    | Stanice  | Kanál | Kmitočet   | Výkon (ERP) | Polarizace   |
| ---------- | -------- | ----- | ---------- | ----------- | ------------ |
| srpen 2010 | ČT1      | 28    | 527,25 MHz | -           | horizontální |
| srpen 2010 | TV Nova  | R7    | 183,25 MHz | -           | horizontální |
| srpen 2010 | TV Prima | 47    | 679,25 MHz | -           | horizontální |

### Digitální vysílání DVB-T
Vysílání Regionální sítě 9 bylo přesunuto na hrad Hněvín. Vysílací kanál byl změněn z dosavadního 54. na 47. kanál. Výkon zůstal stejný.
| Vypnuto             | Multiplex        | Kanál | Kmitočet | Výkon (ERP) | Polarizace   |
| ------------------- | ---------------- | ----- | -------- | ----------- | ------------ |
| přesunuto na Hněvín | Regionální síť 9 | 54    | 738 MHz  | 0,01 kW     | horizontální |